# Woninjae (métro d'Incheon et de Séoul)
Woninjae (hangeul : 원인재 ; hanja : 源仁齋) est une station de correspondance entre la ligne 1 du métro d'Incheon et la ligne Suin–Bundang du réseau du métro de Séoul. Elle est située au croisement entre la Gyeongwon-daero et la Beotkkot-ro, quartier Yeonsu 2-dong dans l'arrondissement de Yeonsu-gu de la ville d'Incheon, à l'ouest de Séoul, en Corée du Sud.
Ouverte en 1999, elle devient une station de correspondance en 2016. La station est desservie par les rames qui circulent sur la ligne 1 du métro d'Incheon qui fait partie du régime tarifaire du réseau du métro de Séoul et les rames qui circulent sur la ligne Suin–Bundang du métro de Séoul.

## Situation sur le réseau

Plan du réseau (2023).

La station Woninjaen est une station de correspondance entre la Ligne 1 du métro d'Incheon et la ligne Suin–Bundang du réseau du métro de Séoul : 
sur la ligne 1 d'Incheon, elle est établie en souterrain et située entre la station Sinyeonsu, en direction du terminus Gyeyang, et la station Dongchun, en direction du terminus sud-est Songdo Moonlight Festival Park ;
sur la ligne Suin–Bundang, elle est établie en aérien et située entre la station Namdong Induspark, en direction du terminus nord Cheongnyangni, et la station Yeonsu, en direction du terminus nord-ouest Incheon.

## Histoire
La station Woninjae est mise en service le 6 octobre 1999, lors de l'ouverture à l'exploitation de la section de Dongmak à  Bakchon.
Avant 2010, le métro d'Icheon disposait de son propre système de billetterie, depuis il est intégré dans le système du métro de Séoul. Cette fusion est aussi visible sur les plans du métro de Séoul qui incluent maintenant le métro d'Incheon.
Elle devient une station de correspondance le 30 juin 2012, lors de l'ouverture à l'exploitation de la section Oido - Songdo, avec la station Woninjae, le 30 juin 2012, de la ligne Suin–Bundang,.

## Services aux voyageurs

### Accès et accueil
La station, établie au croisement de la Gyeongwaon-daero avec la Beotkkot-ro dans le quartier Yeonsu 2-dong, dispose de six bouches, numérotées de 1 à 6, pour les deux stations qui se croisent à angle droit, une station souterraine pour la ligne 1 du métro d'Incheon et une station aérienne pour la ligne Suin–Bundang : la station souterraine de la ligne 1 du métro d'Incheon, située sous la Gyeongwan-daero, dispose de quatre bouches, numérotées de 1, 2, 3 et 6, situées de part et d'autre de la Gyeongwon-daero ; la station aérienne de la ligne Suin–Bundang dispose des bouches no 4 et 5 situées de part et d'autre du viaduc supportant la station. Les deux stations sont reliées directement par un passage en souterrain pour faciliter les correspondances.
Comme toutes les stations de la ligne, Woninjae dispose de billetteries équipées d'automates pour l'achat de titres de transports valables sur l'ensemble du réseau du métro de Séoul.

### Desserte

#### Station ligne 1 d'Incheon
Woninjae est desservie par les rames omnibus qui circulent sur la ligne 1 du métro d'Incheon. Elle dispose de deux voies et deux quais latéraux équipés de portes palières.

Installations
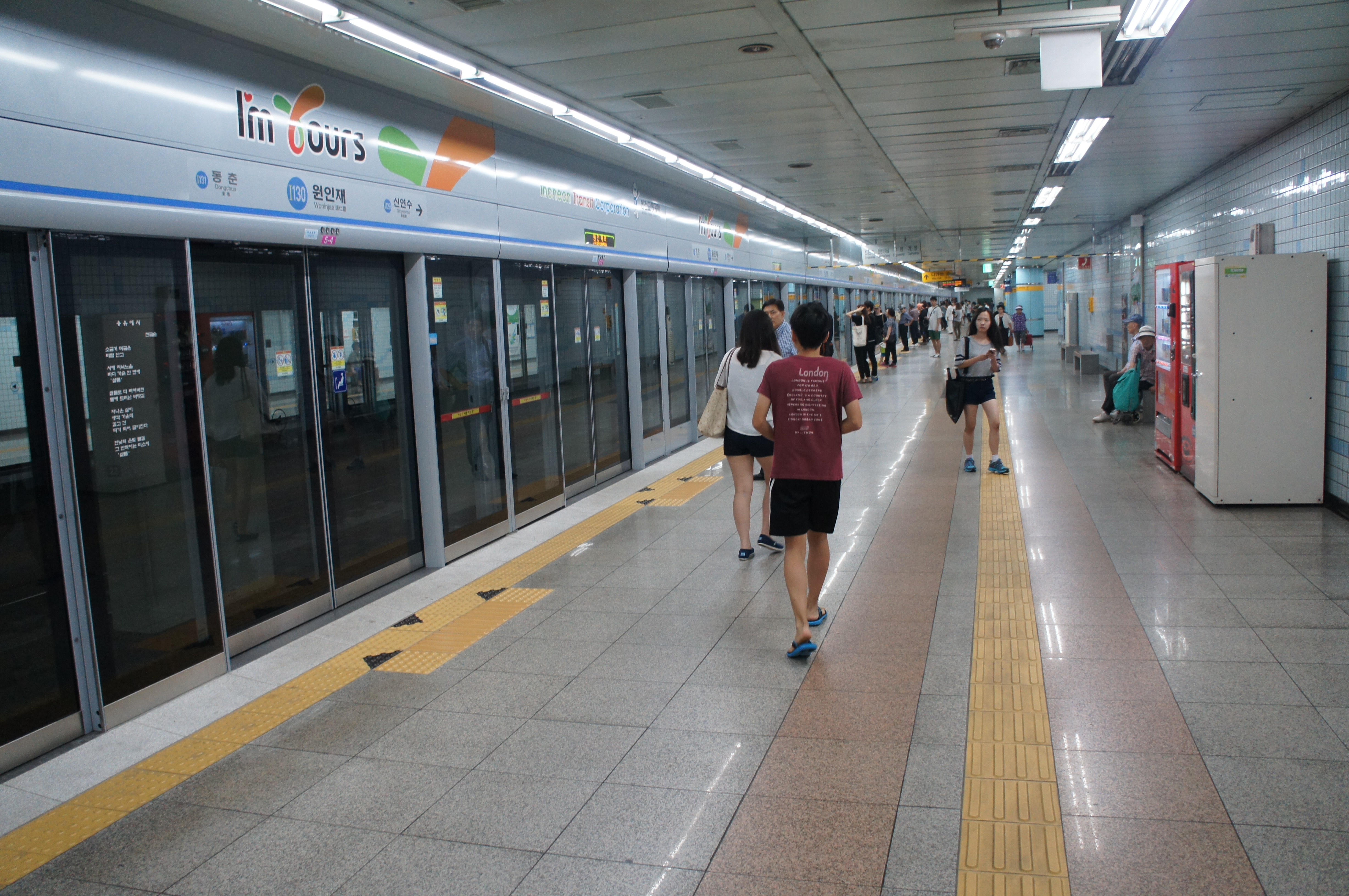
En 2014.
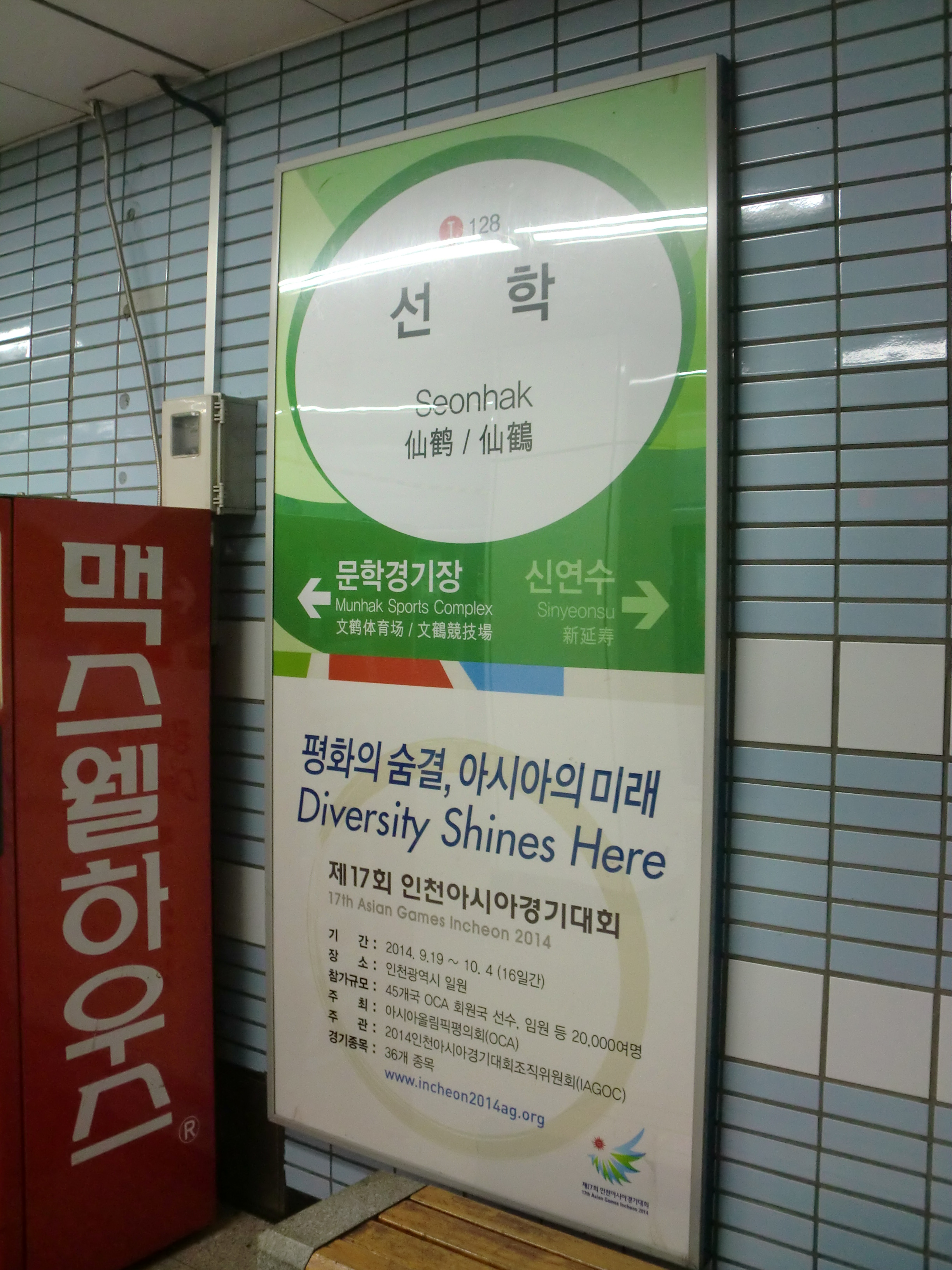
En 2016.
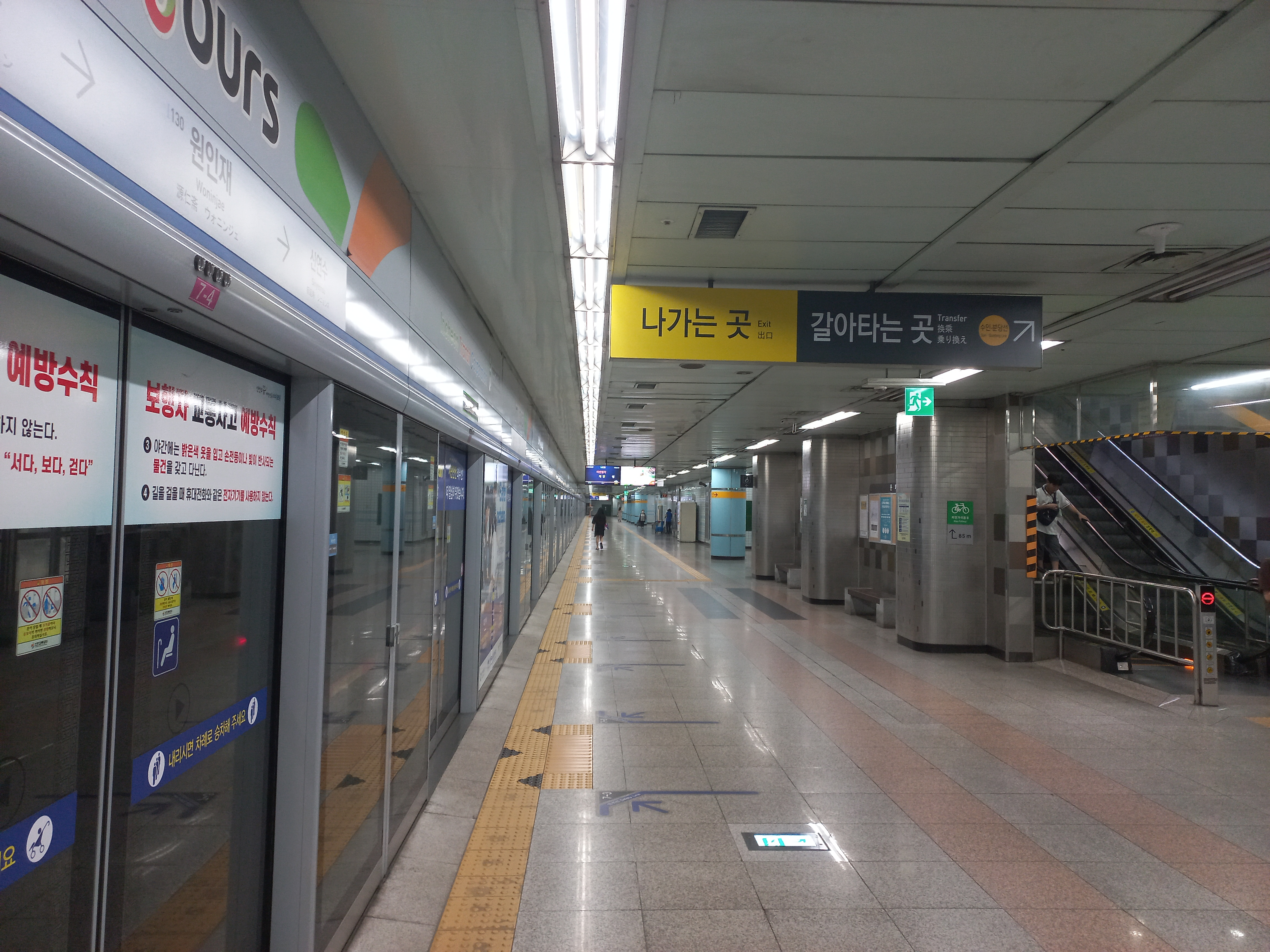
En 2023.

#### Station ligne Suin–Bundang
Woninjae est desservie par les rames omnibus qui circulent sur la ligne Suin–Bundang. Elle dispose de deux voies et deux quais latéraux équipés de portes palières.

Installations
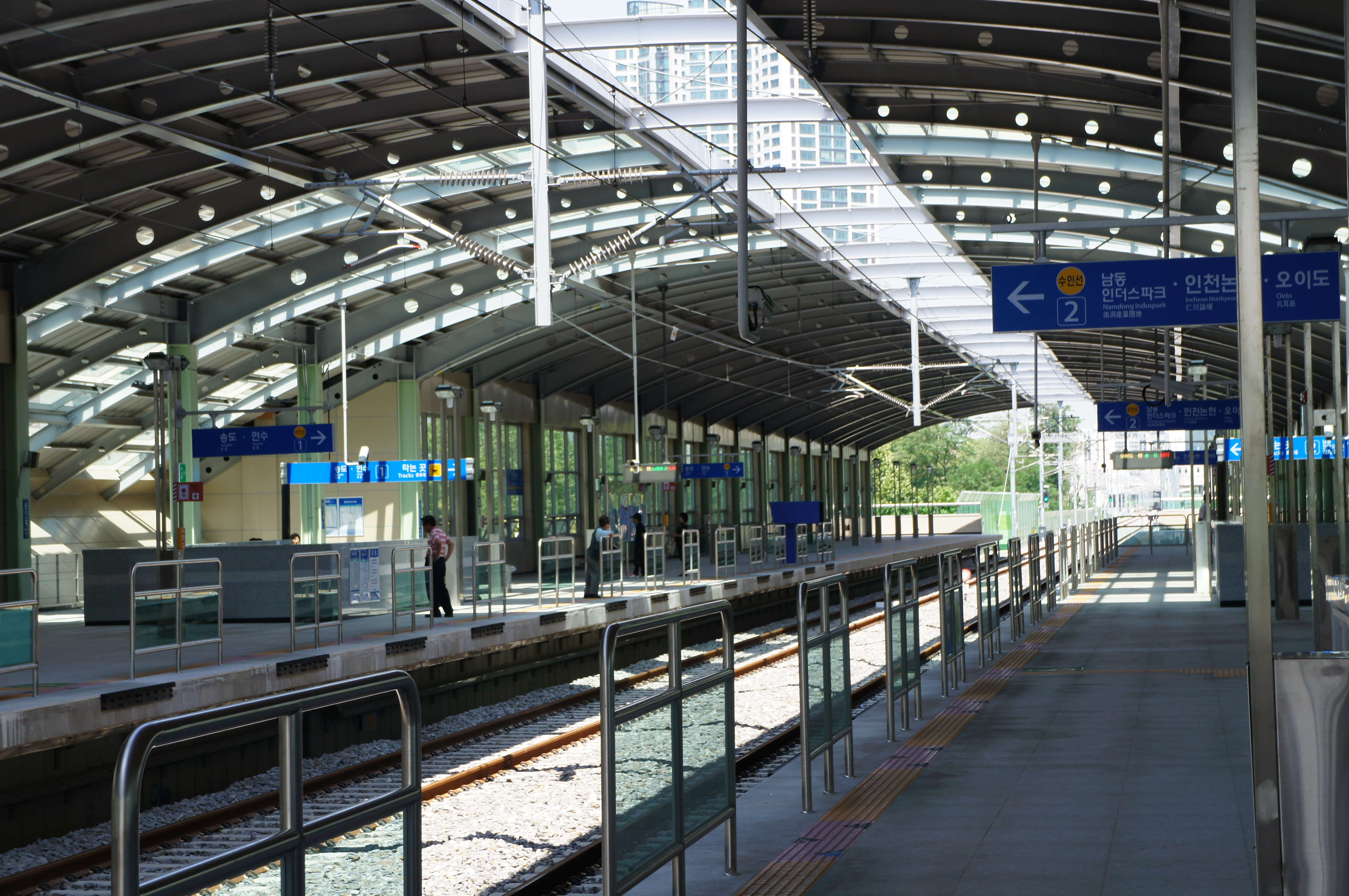
En 2012.
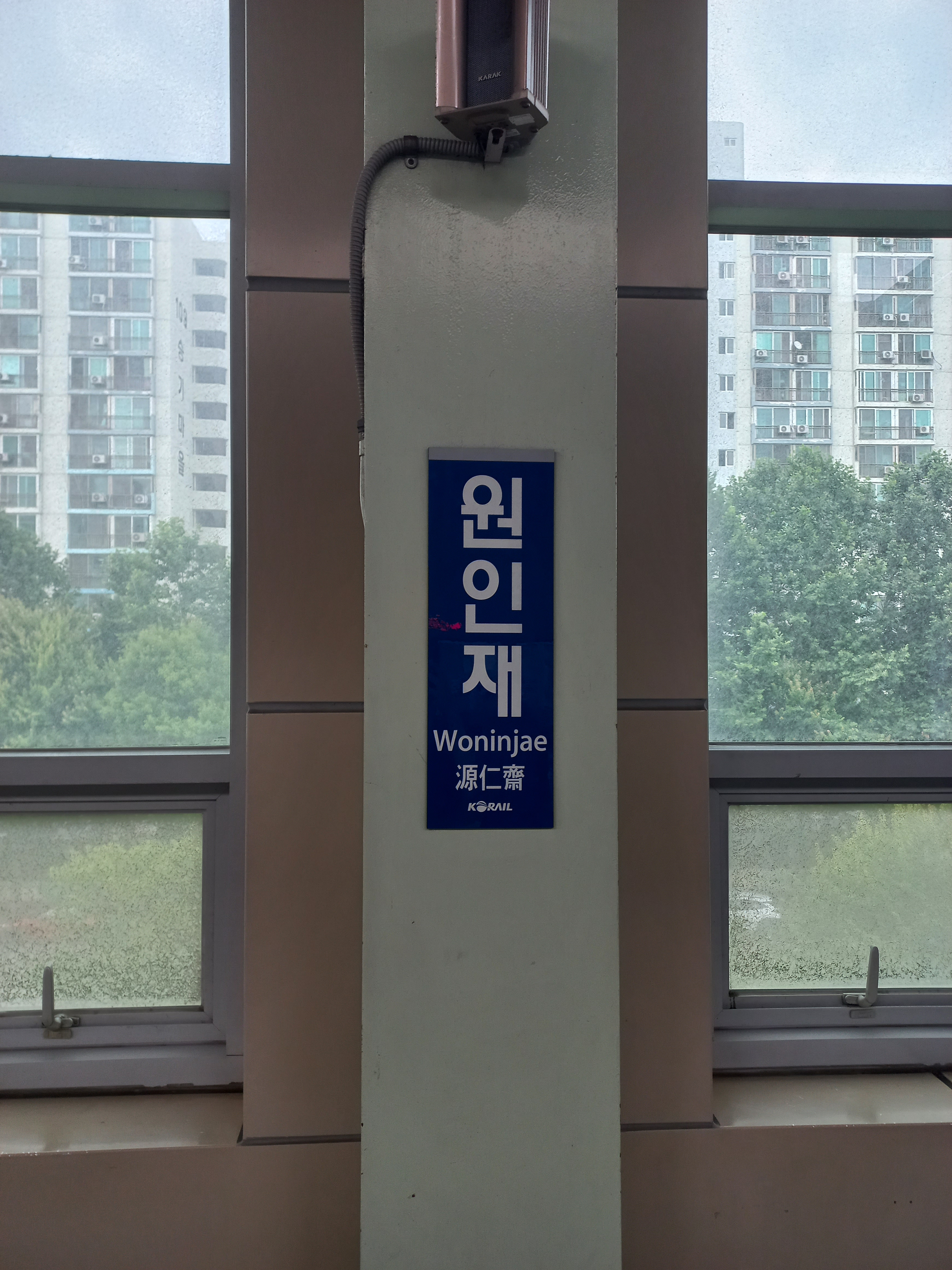
En 2023.
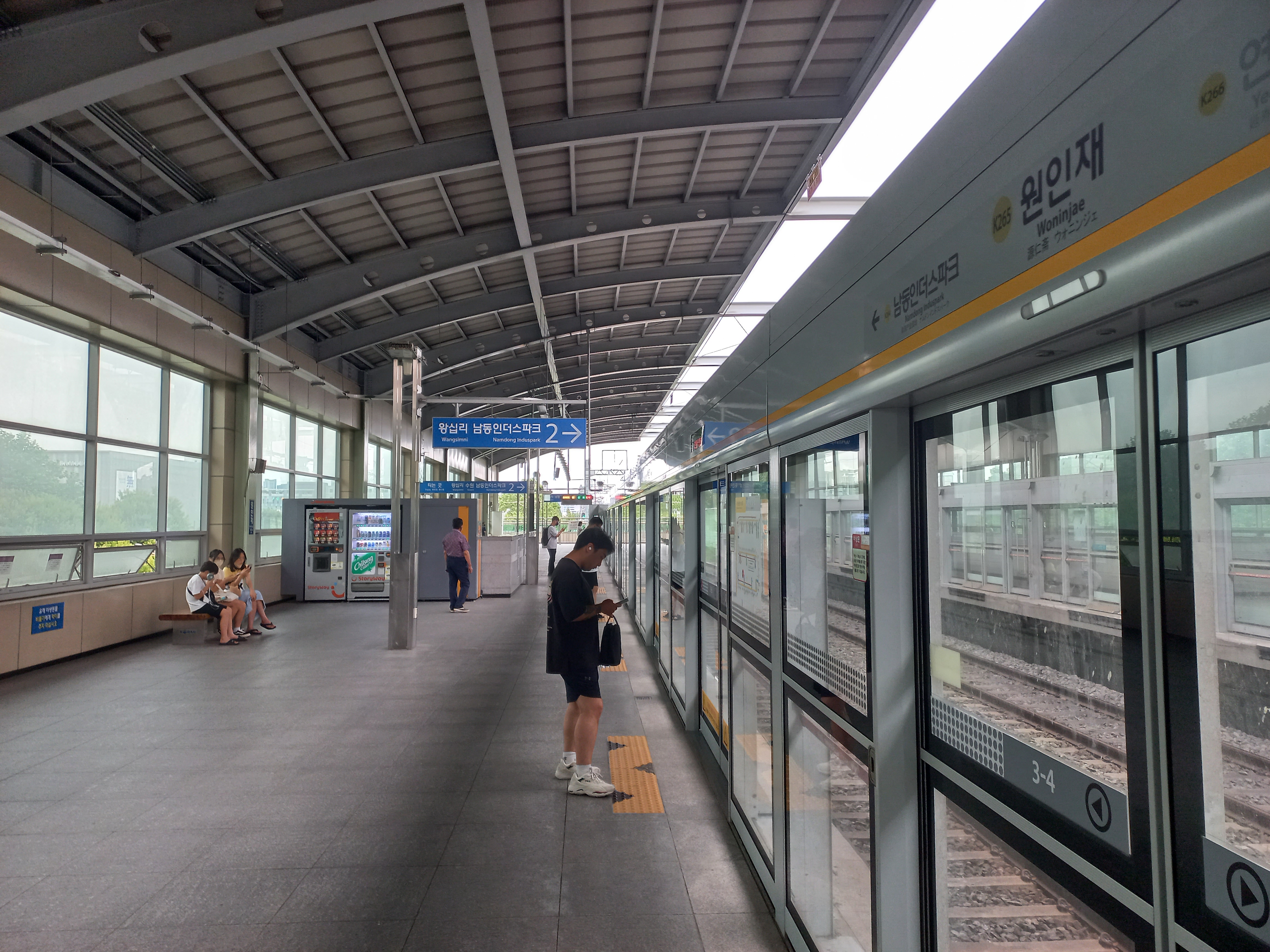
En 2023.

### Intermodalité
Des parcs à vélos et des arrêts de bus sont établis à proximité des bouches de la station.